# المركز الأوروبي للوقاية من الأمراض
المَرْكَزْ الأُورُوبِي لِلْوِقَاية مِنْ الأَمْرَاض وَمُكَافَحَتِها هِيَ وَكَالة تَابِعَة لِلاتحاد الأُورُوبِي (EU) وَالتي تَتَمَثل مُهِمَتُها فِي تَعْزِيز دِفَاعَات أُورُوبا ضِد الأَمْرَاضْ المُعْدِية. وَهُوَ يُغَطِي مَجْمُوعَة وَاسِعة مِن الأَنْشِطَة، مِثْل: المُرَاقَبة، وَالاسْتِخْبَارات الوَبَائِيَة، وَالاسْتِجَابَة، وَالمَشُورة  العلْمِيَة، وَعِلْم الأَحْيَاء الدَّقِيْقَة، وَالتَّأَهب، وَالتَّدْرِيْب فِيْ مَجَال الصحَة العَامَة، وَالعَلاقَاتْ الدَّوْلِيَة، وَالصحة، وَالاتصَالات الصحِيَة، وَمَجَلة يُوروسورفيليانس العِلْمِيَة.
أسَس المَرْكِز فِيْ عَام 2004 وَمَقَره فِيْ بلدية سولنا بِالسويد.
تدير المركز اليوم السياسية النمساوية والوزيرة السابقة باميلا ريندي-فاغنر.

## تَارِيخُها
مَعْ تَزَايُد التَّكَامُل الاقتِصَادِي للاتّحَاد الأُوُرُوبِي وَفَتْح الحُدُود، أَصْبَح التَّعَاون بِشَأن قَضَايا الصحَة العَامَة أَكْثَر أَهَمية. وَبَيْنَما كَانَ خُبَرَاء الصحة العمومية فِيْ وَقْت سَابِق قَدْ نَاقَشُوا فِكْرَة انْشَاءْ مَرْكَز أورُوبِي لِمُكَافَحَة الأَمْرَاضْ، فِإِن تَفَشِي متلازمة تنفسية حادة وخيمة فِيْ عَام (2003) وَالانْتِشَار السَّرِيْع لمتلازمة تنفسية حادة وخيمة عَبْر الحُدود القَطَرية أَكَد الضَرورة المُلحة لاقَامة مُؤَسَسَة عَلَى مُسْتَوَى الاتّحَاد الأوروبي للصحَة العَامَة. وَقَد أُنْشِئ التَّعَاون الاقتصادي فِيمَا بَيْن البُلْدان النَّامِيَة فِي وَقْت قِيَاسِي لِوَكَالة تَابِعَة للاتّحاد الأُورُوبي: قَدَّمَت المفوضية الأوروبية مَشْرُوع قَانُون فِي تَمُوز/يُوليو 2003، وَبِحُلول رَبِيع عَام (2004) كَان قَدْ تَم إِقرار تنظيم (الاتحاد الأوروبي) EC) 851/2004)، وفي أيار/مايو 2005 بَدأ تشغيل المركز. وَقَد تَأَكَدت أَهَمِيَة مُهَمِة المَرْكِز بَعْد وَقْت قَصِير مِنْ بِدْء عَمَلِه، عند وصول إتش 5 إن 1 "انفلونزا الطيور" إِلَى جوار الاتّحاد الأوروبي إلى مَخاوف مِن أنَّ المَرض يُمكن أنْ يتكيف أَو يتحول إلى سُلالة جائحة مِن الانفلونزا البَشرية.
انْتَقَل المَرْكِز إِلَى مَوْقِعه الحَالِي فِي غوستاف الثَالِث: شَارِع 40، 16973 سُولنا، السّويد، فِي 3 مَارس 2018.

## الهَيْكل التَّنْظيمي

### الوحدَات
يَعْمل التّعَاون الاقْتصادي فِيْما بَيْن البُلدان النَّامِية حَالياً عَلى هَيْئة هَيْكَل مَصْفوفة يَسْتند إِلَى خَمْس وحدات:
- مَكْتب كَبِير العُلماء
- التَّرَصد وَدَعْم الاسْتِجَابة
- قُدرة الصّحة العَّامة والاتصالات
- إِدَارَة المَوَارِد وَتنسيقها
- تكْنولوجيا المَعْلومات وَالاتصَالات

وَيُشرف مَكْتب كَبِير العُلمَاء عَلَى بَرَامِج الأَمْرَاض السبْعة، وَقِسم تَنْسيق عِلْم الأَحْيَاء المَجْهَرية، وَقِسم تَنْسِيق المَشُورَة العِلْمِية.

### بَرَامج
تُرَكز بَرَامِج الأَمْرَاض عَلَى فِئَات مُحَدَدة مِن الأَمْرَاض:
- مقاومة المضادات الحيوية وعدوى المستشفيات
- الأَمْراض النَاشئة وَالمَنْقولة بِالنَواقل
- الأَمْرَاض المَنْقولة بِالغِذَاء أوَالمِيَاه، وَمرض حيواني المنشأ
- الامراض المنقولة جنسياً، بِمَا فِي ذَلك فيروس العوز المناعي البشري وَالفَيْروسَات المَنْقُولَة بِالدم
- إِنْفِلونْزا
- السّل
- أمراض قابلة للوقاية باللقاح

تُوَفر وحدتان مُشْتِركتَان لِلْمَوارد – وَهُمَا التَّرصُد وَدَعم الاسْتِجَابة، وَالقُدْرَة عَلَى الصِحَة العَامَة والاتّصَال – خبْرَة مُتَخَصِصة. وَتُوَفر وَحْدَة تكنولوجيا المَعْلومَات وَالاتصَالات الهَيَاكل الأَسَاسِية وَتَطْوِير التَّطْبِيقَات وَالدَّعْم. وَتُسَيْطِر وحْدَة إِدَارَة المَوَارد وَالتنْسِيق عَلَى المَوَارد البَشَرِيَة وَالمَالِية لِلتَّعَاون الاقْتِصَادِي فِيْمَا بَيْن البُلْدَان النَّامِيَة.

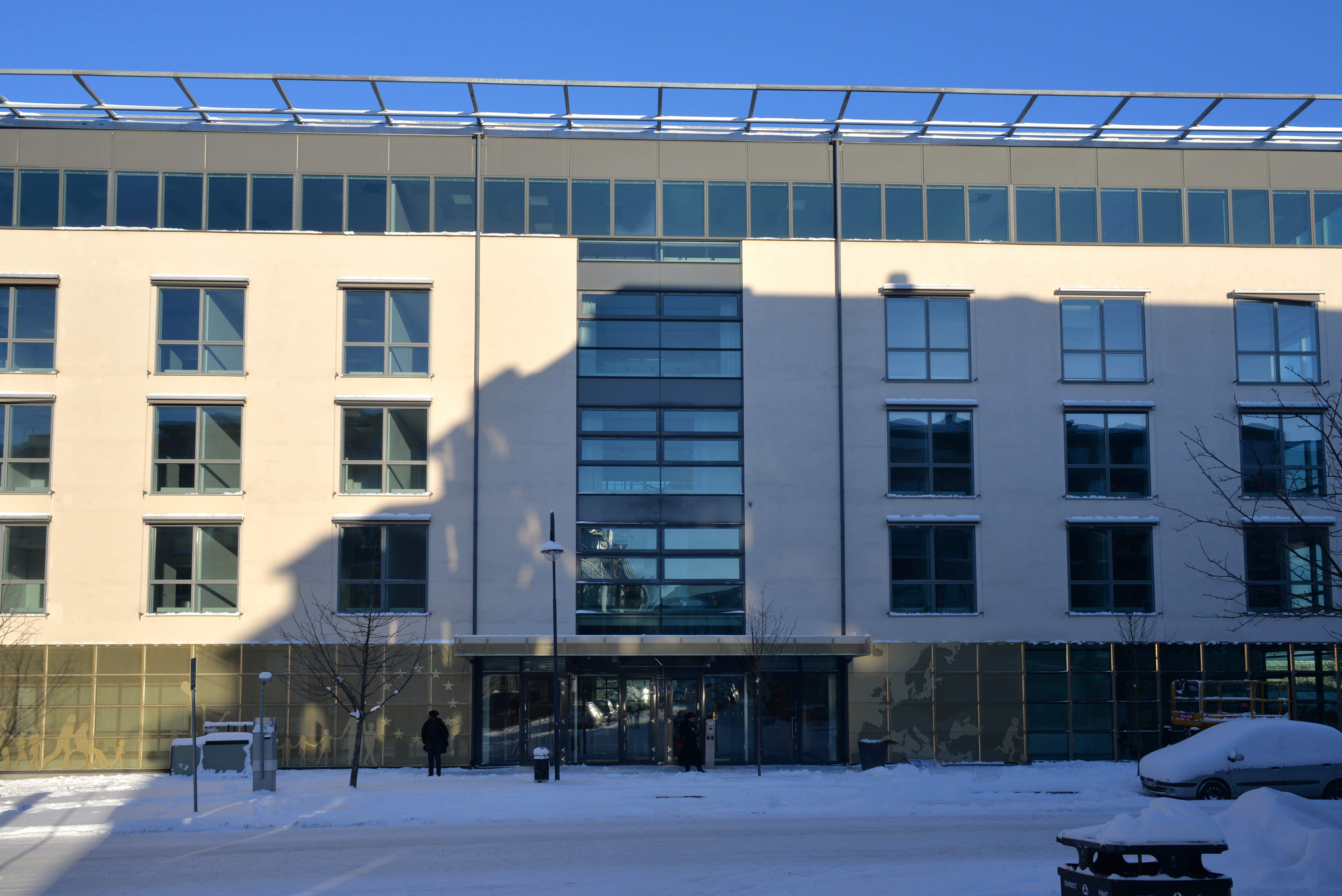
المقر السابق للمركز الاقتصادي فيما بين البلدان النامية في تُمَتَبوداسكولان، بلدية سولنا

## مَنشورات
يَنْشُر المَرْكِز تَقَارِير عِلْمِيَة وَتِقَنِية عَدِيدَة تُغَطِي مُخْتلف القَضَايا المُتَصِلة بِالوِقَاية مِن الأَمْرَاض المُعْدِية وَمُكَافَحَتها. كَمَا تُصْدِر المُنَظَمة تَقَارِيْر شَامِلَة مِن الاجْتِمَاعَات التِقَنِية وَالعِلْمِية الرَّئِيْسِية.
وَفِي نِهَاية كُلْ سَنَة تَقْوِيْمِيَة، يَنْشُر المَرْكِز تَقْرِيره السَنَوِي عَنْ الوَبَائِيَات، الذَي يُحَلِل بَيَانَات المُرَاقَبَة وَالتهْدِيدَات المُتَعَلِقة بِالأَمْرَاض المُعْدِية. وَيُقدِم التقْرِير بالإضَافَة إِلَى عَرْض عَامْ لِحَالة الصّحَة العَامَة فِي الاتّحَاد الأُورُوبي، مُؤشِراً عَلَى المَجَالات التَّي قَدْ يَلْزَم فِيْها اتخَاذ إِجْرَاءات أُخْرَى فِي مَجَال الصّحَة العَامَة مِن أَجِل تَخْفِيف العِبْء النَّاجِم عَنْ الأَمْرَاض المُعْدِيَة.
يَقُوم المَرْكِز الأُورُوبي لِلْوِقَاية مِن الأَمْرَاض وَمُكَافَحِتها بِمُرَاقِبة فيروس كورونا المرتبط بمتلازمة الشرق الأوسط التنفسية.
وَتَشْمَل المَنْشُورات الأُخْرَى الصَّادِرة عَن هَذَا التَّعَاون تَقَارِيْر عَنْ مُرَاقَبة خَاصَة بِأْمْرَاض مُحَدَدة وَتَقَارِير عَن أَمْرَاض مُسَبِبَة لِلتَّهْديد البَشَرِي، بِالإِضَافة إِلَى تَحْلِيْلات الاتّجَاهَات فِي الصَّحة العَامة الأُورُوبية.

## يوروسورفيلينس
نَشَر الاتّحَاد الأُورُوبي لِلأْمْرَاض المُعْدِية مُنْذ آذَار/مارس 2007 مَجَلة يوروسورفيلينس الأُوروبية التَّي تَسْتَعْرِضها دورية أكاديمية وَالمُخَصَصة لِعِلم الأَوْبِئة، والمُراقبة، والوقَاية مِن الأمْراض المُعدية، وَمكافحتها. وَقَد أُسِسَت المَجَلة فِيْ عَام (1995) وَكَانَت قَبْل انْتِقَالها إِلَى التَّعَاون الاقِتِصَادي فِيْما بَيْن البُلْدان النَّامِية، مَشْروعَاً تَعَاونِياً بَيْن المُفَوضِية الأُورُوبِية وَمَعْهد مُرَاقَبة الصّحَة (فَرَنْسا) وَوكالة حماية الصحة (المَمْلكة المُتَحِدَة). يُوروسورفيليس هِيَ مَجَلة مفتوحة الوصول (أَيْ مَجَانية) عَلَى شَبَكة الإِنْتَرنِت التّي تَقُوم بكتابة التَّقَارِير عَنْ قَضَايا الأَمْرَاض المُعْدِية مِن مَنْظُور أُورُوبي. تَنْشُر نَتَائِج مِن التَّعَاون الاقتِصَادِي فِيْمَا بَيْن البُلْدَان النَّامِيَة وَشَبَكَات المُرَاقَبة التي يُمولها الاتَّحاد الأوروبي، مما يتيح للأوساط العلمية إمكانية الوصول في الوقت المناسب إلى المعلومات الجديدة. وَتُنْشَر المَجَلَة كُلْ يَوْم خَمِيس.

## الدُولْ الأَعْضَاء
َبِالإِضَافَة إِلَى الدول الأعضاء في الاتحاد الأوروبي، تُشَارِك أَرْبَعَة أَعْضَاء فِيْ المنطقة الاقتصادية الأوروبية أَيْضَاً فِيْ شَبَكَة التَّعَاون الاقْتِصَادِي فِيْمَا بَيْن البلدَان النَّامِية: آيسلندا وَليختنشتاين والنرويج.
اسْتَفَادَت المملكة المتحدة مِن التَّعَاوُن الاقْتِصَادِي فِيْمَا بَيْن البلدان النَّامِية خِلالْ الفَتْرَة الانْتِقَالية لِخُروج بريطَانْيَا مِنْ الاتّحَاد الأُوْرُوبِي مِنْ 1 فِبْراير إِلَى 31 دِيْسَمبر 2020.

## كُوفيد-19
أثناء جائحة «كوفيد-19»، التي شاركت في استجابة الاتحاد الأوروبي لجائحة كوفيد-19، نَشَر المَركز بيَانات تتعلق بـ «كوفيد-19» مثل عَدد الأَشْخاص المُتَضررين فِي الاتّحاد الأُوروبي.

## وصلات خارجية
- موقع المركز الرسمي

## المَراجِع
1. ↑   https://europa.eu/european-union/about-eu/agencies/ecdc_en. {{استشهاد ويب}}: |url= بحاجة لعنوان (مساعدة) والوسيط |title= غير موجود أو فارغ (من ويكي بيانات) (مساعدة)
2. ↑  "ECDC mission statement". مؤرشف من الأصل في 2009-11-04.
3. ↑  "About ECDC". European Centre for Disease Prevention and Control (بالإنجليزية). Archived from the original on 2021-01-10. Retrieved 2020-12-21.
4. ↑  "ECDC's organisational structure". European Centre for Disease Prevention and Control. 1 نوفمبر 2024. اطلع عليه بتاريخ 2025-02-28.
5. ↑  "Rapid Risk Assessment: Severe respiratory disease associated with a novel coronavirus" (PDF). European Centre for Disease Prevention and Control. 19 فبراير 2013. مؤرشف من الأصل (صيغة المستندات المنقولة) في 2020-02-19. اطلع عليه بتاريخ 2013-05-25.